# Yui Kiyohara

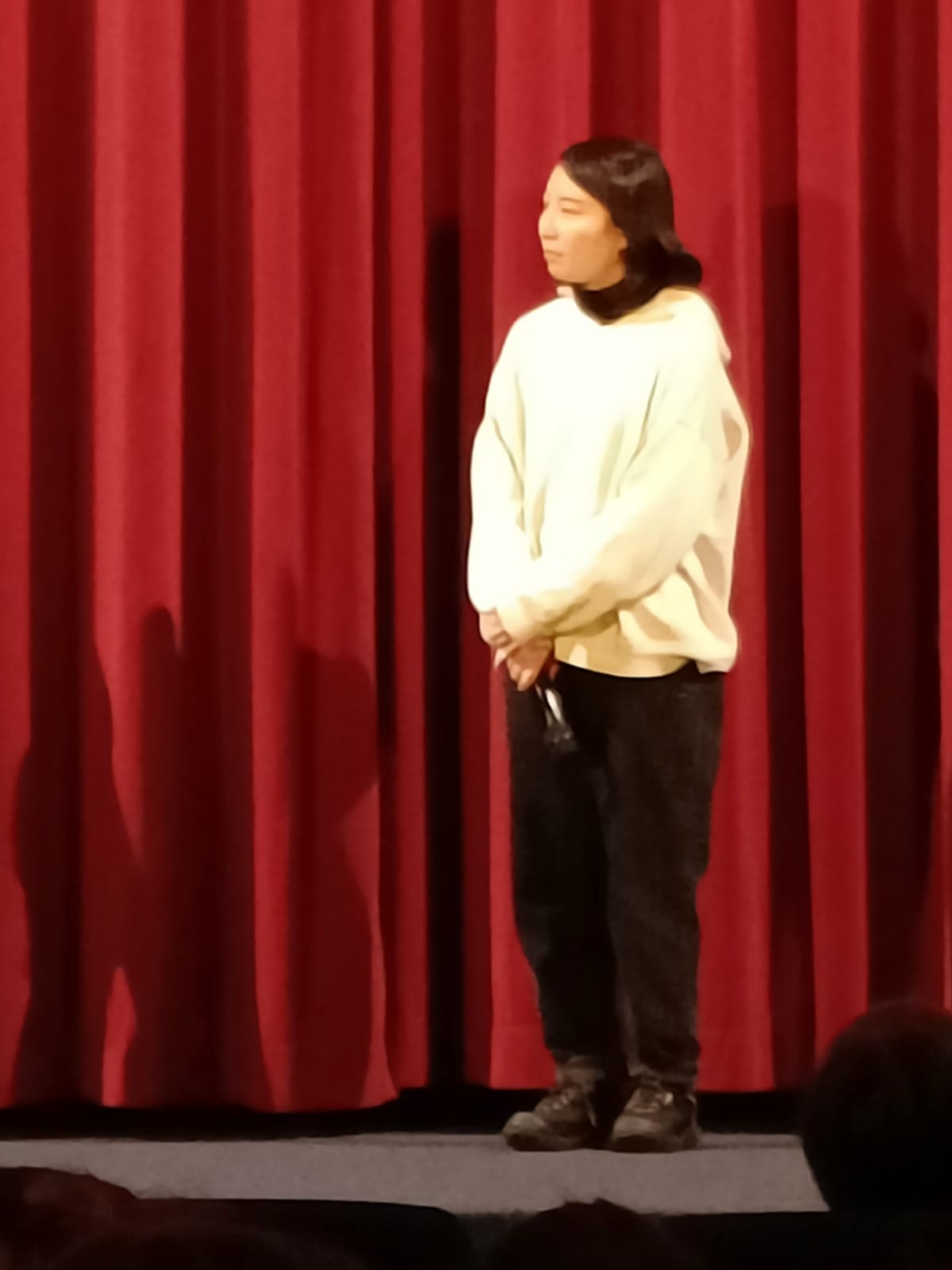
Yui Kiyohara 2023

Yui Kiyohara (japanisch 清原惟, Kiyohara Yui; * 1992 in Tokio) ist eine japanische Regisseurin und Drehbuchautorin, deren erster Spielfilm an der 68. Berlinale 2018 in der Sektion Forum teilnahm. Ihr vierter Film feierte auf der 73. Berlinale 2023 in derselben Sektion internationale Premiere. 

## Leben und Karriere
In einem Interview gab Yui Kiyohara an, schon als Schülerin der Oberstufe ihren ersten Film, einen Roadmovie über das Leben eines Mädchens, gedreht zu haben. Nach der Schule nahm sie ihr Studium an der Kunsthochschule Musashino auf. Aus ihrer Studienzeit dort stammt der Film A Certain Bagatelle und zusammen mit Michiru Tobita der 2014 gedrehte Film Akatsuki no Ishi, beide gewannen den PFF Award (pia firumu fesutibaru, ぴあフィルムフェスティバル). Nach ihrem Abschluss setzte Kiyohara ihre Studien im Fach Filmregie an der Graduate School of Film and New Media der Tokyo National University of the Arts (東京藝術大学, Tōkyō Geijutsu Daigaku) fort, wo sie einen Master erwarb. Sie wurde dort von dem Regisseur und Drehbuchautor Kiyoshi Kurosawa unterrichtet. Ihr Film Our House ist sowohl ihr erster Spielfilm, als auch ihre Masterarbeit. Nachdem sie 2017 den Grand Prix Award der PFF in Japan erhalten hatte und zur 68. Berlinale 2018 eingeladen worden war, wurde sie als „vielversprechende Newcomerin“ bezeichnet. Kritiker nannten sie „one of the freshest and most talented young directors of today’s Japan“ (eine der frischesten und talentiertesten jungen Filmregisseurinnen und -regisseure des heutigen Japan).
Kiyohara gewann außerdem auf dem Shanghai International Film Festival im Juni 2018 den Asian New Talent Award für ihre Regie von Our House. Sie nahm 2018 auch am 42. Hong Kong International Film Festival und am Japan Movie Festival of San Francisco teil.
2021 wurde der Film Made in Yamato bei der TOKYO FILMeX 2021 gezeigt. Das Werk besteht aus fünf kürzeren Filmen von Kiyohara und weiteren vier Regisseuren, die die Stadt Yamato in der Zeit nach dem Auftreten von Covid-19 zeigen.
Ihr 2022 gedrehter Film Remembering every night (Subete no Yoru wo Omoidasu) wurde bei der 73. Berlinale 2023 in der Sektion Forum zum ersten Mal außerhalb Japans gezeigt. Zu diesem Film schrieb Kiyohara auch das Drehbuch. Remembering every night entstand mit einem Stipendium des japanischen PFF, einer Organisation, die Filmtalente fördert und unterstützt.

## Filmografie
- 2015: A Certain Bagatelle (ひとつのバガテル)
- 2017: Our House (わたしたちの家)
- 2021: Made in Yamato (zusammen mit Daisuke Miyazaki, Risa Takeuchi, Masanori Tominaga und Akira Yamamoto)
- 2022: Remembering every night (すべての夜を思いだす)